# Carl Hagemann (Chemiker)

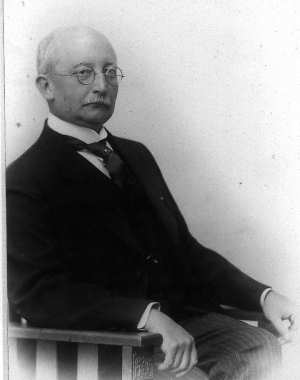
Carl Hagemann

Carl Hagemann (* 9. April 1867 in Essen; † 20. November 1940 in Frankfurt am Main) war ein Chemiker, deutscher Industrie-Manager und einer der wichtigsten deutschen Kunstsammler und Mäzene in der ersten Hälfte des 20. Jahrhunderts.

## Leben
Carl Hagemann wuchs in gutbürgerlichen Verhältnissen in Essen auf und besuchte dort das humanistische Gymnasium am Burgplatz. Er studierte von 1886 bis 1890 in Tübingen, Hannover und Leipzig Philosophie und Chemie. In Hannover wurde er 1886 Mitglied des Corps Hannovera. An der Universität Leipzig wurde er 1893 bei Johannes Wislicenus promoviert. trat in die Farbenfabriken Bayer ein und machte dort Karriere. 1920 wurde er technischer Direktor der Cassella Farbwerke Mainkur in Frankfurt. Nach deren Eingliederung in die neu entstandenen I.G. Farben im Jahr 1925 wurde er dort Mitglied des Vorstands. Mit Erreichen des 65. Lebensjahres wurde er 1932 pensioniert.
Etwa um die Jahrhundertwende begann Hagemann, Kunst zu sammeln. Seine ersten Sammelobjekte waren Grafiken damals beliebter Künstler. In der zweiten Dekade des 20. Jahrhunderts wandte sich Hagemann, anfangs unter dem Einfluss seines Freundes Ernst Gosebruch, des Direktors im Essener Kunstmuseum, den Malern der Brücke und Emil Nolde zu. Ernst Ludwig Kirchner, mit dem er bis zu dessen Tod 1938 befreundet war, erhielt zeitweilig von ihm ein monatliches Fixum, für das Hagemann sich Bilder aussuchte.
Im Laufe von vier Jahrzehnten trug Hagemann eine sehr persönliche Sammlung von Gemälden, Grafiken und Plastiken zusammen. Über den Kölner Kunstverein erwarb er um die Jahreswende 1936/37 von der Familie Hess Ernst-Ludwig Kirchners Schlüsselwerk Berliner Straßenszene (Neue Galerie, New York). Außerdem gehörten zu seiner Sammlung unter anderem Kirchners Akt mit Hut und Varieté oder Noldes Christus in der Unterwelt (alle drei Städel, Frankfurt). Bei seinem Unfalltod 1940 hinterließ der Sammler etwa 1900 Kunstobjekte, darunter fast hundert Gemälde von Ernst Ludwig Kirchner, Karl Schmidt-Rottluff, Erich Heckel, Otto Mueller, Emil Nolde und anderen.
Da es sich im nationalsozialistischen Deutschen Reich um entartete Kunst handelte, ging der damalige Direktor des Städel, Ernst Holzinger, ein hohes persönliches Risiko ein, als er die gesamte Sammlung im Städel versteckte und mit den Bildern des Städel auslagerte. Auf diese Weise überstand die Sammlung den Krieg weitgehend unbeschadet.
Heute befinden sich Bilder aus Hagemanns Sammlung in Museen der ganzen Welt, zum Teil auch in Privatbesitz. Die Grafik und die Zeichnungen gingen als Geschenk an das Städel in Frankfurt als Dank für den außergewöhnlichen Einsatz in bedrohter Zeit.